# 文殊站
文殊站位于甘肃省嘉峪关市文殊镇，建于1956年，是兰新铁路的一个车站。距离兰州站758公里，距上行车站酒泉站10公里，距下行车站嘉峪关站12公里。该站隶属兰州铁路局。

## 业务范围
- 客运：办理旅客乘降
- 货运：不办理行李、包裹托运